# شيموس داوني
شيموس داوني (بالإنجليزية: Séamus Downey)‏ هو دراج أيرلندي، ولد في 13 يونيو 1960 في Banbridge ‏ في المملكة المتحدة.

## وصلات خارجية
- شيموس داوني على موقع أرشيف الدراجات (الإنجليزية)
- شيموس داوني على موقع إحصائيات الدراجات الإحترافية (الإنجليزية)
- شيموس داوني على موقع أوليمبيديا (الإنجليزية)